# Colomastix cornuticauda
Colomastix cornuticauda är en kräftdjursart som beskrevs av LeCroy 1995. Colomastix cornuticauda ingår i släktet Colomastix och familjen Colomastigidae. Inga underarter finns listade i Catalogue of Life.